# Kršanje
Kršanje (cyr. Кршање) – wieś w Serbii, w okręgu zlatiborskim, w mieście Užice. W 2011 roku liczyła 108 mieszkańców.